# موودیز
موودیز (انگلیسی: Moodyz) شرکت پورنوگرافی ژاپنی است، که در سال ۲۰۰۰ تأسیس شد.